# Școala Germană București
Școala Germană București (în germană Deutsche Schule Bukarest – DSBU) este o școală internațională din București cu limba de predare germană. Ea oferă toate treptele preuniversitare, de la creșă și grădiniță și până inclusiv la liceu.
Școala s-a înființat în 2007 cu doar 2 elevi în clasa I. An de an s-a mai adăugat câte o clasă, în anul școlar 2016/2017 funcționa inclusiv clasa a X-a. În 2013 s-a inaugurat sediul din str. Aron Cotruș, însă este nevoie de unul mai mare, cu o capacitate de 500 de elevi, sediu de care școala va dispune în 2018.
Școala are statut de „Școală germană in străinătate” și este sprijinită de ambasadele Germaniei, Elveției, Austriei și de OMV Petrom SA, care a oferit terenul de 2 hectare pentru noul sediu. Finanțarea este în regim de școală privată. Contributile anuale de școlarizare sunt pentru programul scurt de ora 15:00 de 10.400 EUR, la care se adaugă 220–300 EUR pentru cărți. Contributia pentru programul lung pana la ora 18:00 este de 12.400 Euro.
Școala se adresează copiilor diplomaților și oamenilor de afaceri germani, care astfel își pot însoți părinții și se pot transfera ușor la alte școli din Germania sau școli germane din străinătate. De asemenea, se adresează copiilor ai căror părinți speră ca aceștia să facă o carieră în diplomație sau să devină oameni de afaceri în Germania, iar legăturile din școală le-ar putea fi de folos.
Școala urmează programa de învățământ a landului Baden-Württemberg, conform Institutului pentru Dezvoltarea Școlilor (germană Landesinstitut für Schulentwicklung). Pentru elevii germani se predau 2 ore pe săptămână de limba română ca limbă străină, iar pentru românii nativi, la clasele I – IV, 4 ore pe săptămână conform cerințelor Ministerului Educației român.